# Albert Nyfeler
Albert Nyfeler (* 26. September 1883 in Lünisberg; † 14. Juni 1969 in Burgdorf BE) war ein Schweizer Maler und Fotograf. Er hat sich insbesondere mit Zeichnungen, Aquarellen und Ölbildern der Berner und Walliser Alpen einen Namen gemacht. Darüber hinaus hat er als Sammler und Fotograf in der ersten Hälfte des 20. Jahrhunderts das Alltagsleben im Lötschental umfassend dokumentiert.

## Leben und Wirken
Albert Nyfeler kam 1883 als jüngstes von zehn Kindern des Bauern und Wagners Andreas Nyfeler und der Maria geb. Ellenberger zur Welt. Er besuchte die Primarschule in Lünisberg und trat nach der Schulzeit als Lehrling in die Malerwerkstatt seines Bruders Fritz in Langenthal ein. Nach der Rekrutenschule arbeitete der gelernte Maler zunächst in Basel, später in Montreux und Monthey.
1906 kam er erstmals ins Lötschental: In Kippel arbeitete er als Dekorationsmaler bei der Innengestaltung des Kirchenraums mit. 1907 erschien Friedrich Gottfried Steblers Werk Am Lötschberg, für das Nyfeler eine Reihe von Vignetten zeichnete. 1908 kehrte er ins Lötschental zurück, mietete eine Stube und verdiente sich mit Gelegenheitsarbeiten als Maler seinen Lebensunterhalt; daneben entstanden Zeichnungen und Bilder, die in Langenthal ausgestellt wurden und ihm die Aufnahme eines Studiums ermöglichten. Vier Jahre dauerte die Ausbildung an der Akademie der Bildenden Künste München.
Bei Ausbruch des Ersten Weltkriegs kehrte Nyfeler in die Schweiz zurück und leistete Militärdienst. Er kaufte nach Kriegsende in Langenthal ein Haus, das er nach dem Tod seiner Mutter 1922 verliess, um sich in Kippel niederzulassen. Am Dorfrand wurde ein geräumiges Atelierhaus nach Nyfelers Plänen gebaut, in das er 1923 einzog. Verschiedene Fundstücke aus prähistorischer Zeit, welche beim Aushub des Fundaments zum Vorschein gekommen waren, weckten sein Interesse an Urgeschichte. Zeit seines Lebens sammelte Nyfeler Gegenstände, welche Aufschluss über die Bewohner des Lötschentals vergangener Jahrhunderte gaben. Seine umfangreiche Sammlung bildete den Grundstock und Grossteil der Bestände des Lötschentaler Museums, welches 1982 in Kippel eröffnet wurde.
Nach der Heirat mit Lydia Röthlisberger aus Ochlenberg bei Herzogenbuchsee im Jahre 1925 wurde das Malerhaus in Kippel zu einem Anziehungspunkt für Fremde. Nicht nur weckte der Künstler mit seinen Bildern das Interesse am Lötschental in der übrigen Schweiz, auch im Tal selbst förderte er den Fremdenverkehr – als erster Präsident des 1935 gegründeten Verkehrsvereins. Auf vielfältige Weise half er der Bevölkerung und förderte die Kultur des Lötschentals, indem er Kulissen für Theateraufführungen oder Spruchtafeln und Wirtshausschilder gestaltete, Masken der Tschäggätä oder Grabkreuze bemalte und Familienporträts oder Hochzeitsfotos aufnahm.
Bereits 1910 begann Nyfeler zu fotografieren; in den 1920er und 1930er Jahren entstanden eine Vielzahl von Aufnahmen, welche den Lebensalltag im Lötschental dokumentierten. Heute befindet sich ein Teil der Fotografien, welche nicht zuletzt durch das Werk von Maurice Chappaz über das Lötschental (1975) bekannt wurden, in der Mediathek des Kantons Wallis in Martinach. 
Zu erwähnen ist die Freundschaft zwischen Albert Nyfeler und Arnold Niederer (1914–1998): Der junge Handlungsreisende und Wanderlehrer erteilte im Winter 1937/1938 im Lötschental Fremdsprachenunterricht, an dem auch Lydia Nyfeler teilnahm: Aus den ersten Begegnungen mit der Familie des Künstlers entstand eine lebenslange Freundschaft; während mehrerer Jahre lebte und arbeitete Niederer als Sekretär und vielseitiger Helfer im «abgestürzten Zeppelin», wie das Malerhaus von den Einheimischen genannt wurde.
Albert Nyfeler starb 1969. Heute sind in seinem Atelierhaus die Galerie und der Verein Albert Nyfeler untergebracht, welcher mit wechselnden Ausstellungen den Nachlass des Künstlers öffentlich zugänglich macht. Zum 50. Todestag werden 2019 mehrere Ausstellungen und Publikationen veranstaltet – im Lötschentaler Museum in Kippel sowie vom Kunstforum Oberwallis in Visp.